# Stibo
Stibo Holding A/S er et dansk holdingselskab med hovedkontor i Højbjerg i Aarhus. Selskabets datterselskaber opererer inden for it, software, grafisk design, trykkeri, fast ejendom og investering. De væsentligste enheder er it- og softwarevirksomhederne Stibo Systems og Stibo DX samt trykkerivirksomheden Stibo Complete.
Stibo Holding A/S ejes af Stibo-Fonden, stiftet i 1965. I 2024 havde selskabet en omsætning på 2,874 mia. danske kroner og beskæftigede 1.783 medarbejdere på tværs af 20 lande.
Holdingselskabet blev oprettet i 2014 for at samle koncernens aktiviteter. Stibo-koncernens oprindelse går tilbage til 1794 med etableringen af Aarhuus Stiftsbogtrykkerie, som senere udviklede sig til den nuværende koncern.[kilde mangler]